# Félix Alonso Arena
Félix Alonso Arena es un escultor y pintor español, nacido en Villamayor, (Piloña),  Asturias, el 6 de agosto de 1931.  Cursó en la Escuela Rural de Villamayor sus estudios primarios. A edad muy temprana ya mostró una gran afición por el dibujo. Actualmente reside en la localidad piloñesa de Sevares.
En 1947, comenzó sus estudios artísticos de la mano del pintor ovetense Paulino Vicente. Félix recibió clases particulares en el domicilio de Paulino, en Oviedo. Seguidamente cursó los estudios de la Escuela de Artes y Oficios de Oviedo. Durante esta etapa, participó en concursos nacionales de arte y consiguió primeros puestos en los premios provincial e interprovincial y un segundo premio nacional. 
Ingresó en la  Escuela Superior de Bellas Artes de San Fernando en Madrid en 1950, cursó estudios allí hasta  1955, con una beca de la Excma. Diputación de Oviedo. En San Fernando fue condiscípulo de Antonio López. Ambos se conocieron en el Casón del Buen Retiro cuando preparaban el ingreso en San Fernando. Ambos mantienen desde entonces una gran amistad y admiración mutua. 
En 1952, Félix consiguió seis primeros premios en dibujo artístico y en escultura, entre los que destacan el primer premio de dibujo "Carmen del Río", el primer premio "Álvarez Pereira" de escultura y primer premio "Madrigal", todos ellos en Madrid. 
En 1956 se traslada a Melilla, para realizar el servicio militar, y continúa su labor artística. Consiguió el primer premio de escultura "Ciudad de Melilla", otorgado por el Ayuntamiento, con el busto al pintor Gabino Gaona. Esta obra forma parte del recién inaugurado Museo Andrés García Ibáñez de Arte Moderno y Contemporáneo de la ciudad. Posteriormente realiza por encargo de la Agrupación de Transmisiones de Ingenieros de Melilla la imagen y altar para la Iglesia Castrense; también realiza otros bustos de mandos. 
En 1957 obtendrá una Beca de Mérito con la que podrá ampliar sus estudios en la Escuela Superior de Bellas Artes de Santa Isabel de Hungría en Sevilla, donde se especializó en  Imaginería Polícroma.
En 1960 regresa a Asturias y es nombrado Profesor de  la Escuela de Artes y Oficios de Oviedo.
Más tarde, en 1961, consigue otra beca de mérito con la que se va a estudiar a Italia, en donde permanecerá durante un año, al año siguiente volverá de nuevo a Asturias.
En 1975 realiza su primera exposición individual de escultura, en Oviedo, en la Sala de Exposiciones de la Caja de Ahorros de Asturias. 
En 1976, mediante concurso oposición, es nombrado Profesor Numerario de Modelado de la Escuela de Artes y Oficios de Oviedo, llegando a ser finalmente catedrático de esa misma especialidad.  
Es un escultor que utiliza como lenguaje el realismo figurativo, alcanzando sus mayores éxitos en el ámbito del retrato y el monumento público, pudiéndose admirar obras suyas en varias localidades asturianas: Cangas de Onís, Gijón, El Entrego y Oviedo. También ha realizado un amplio trabajo en el ámbito privado, destacando sus bustos.
En 1990, compagina su carrera académica con la artística, y realiza una importante exposición de escultura y pintura en la Sala del Banco de Fomento de Oviedo.
Su intensa actividad artística como pintor, dibujante y escultor en su dilatada carrera profesional ha tenido como resultado innumerable obra por encargo tanto por particulares como por empresas e instituciones, tanto públicas como privadas.
Su obra como dibujante, premiada y elogiada desde sus inicios, ha quedado -como su innumerable obra pictórica- principalmente en colecciones e instituciones privadas. 

## Actividad artística

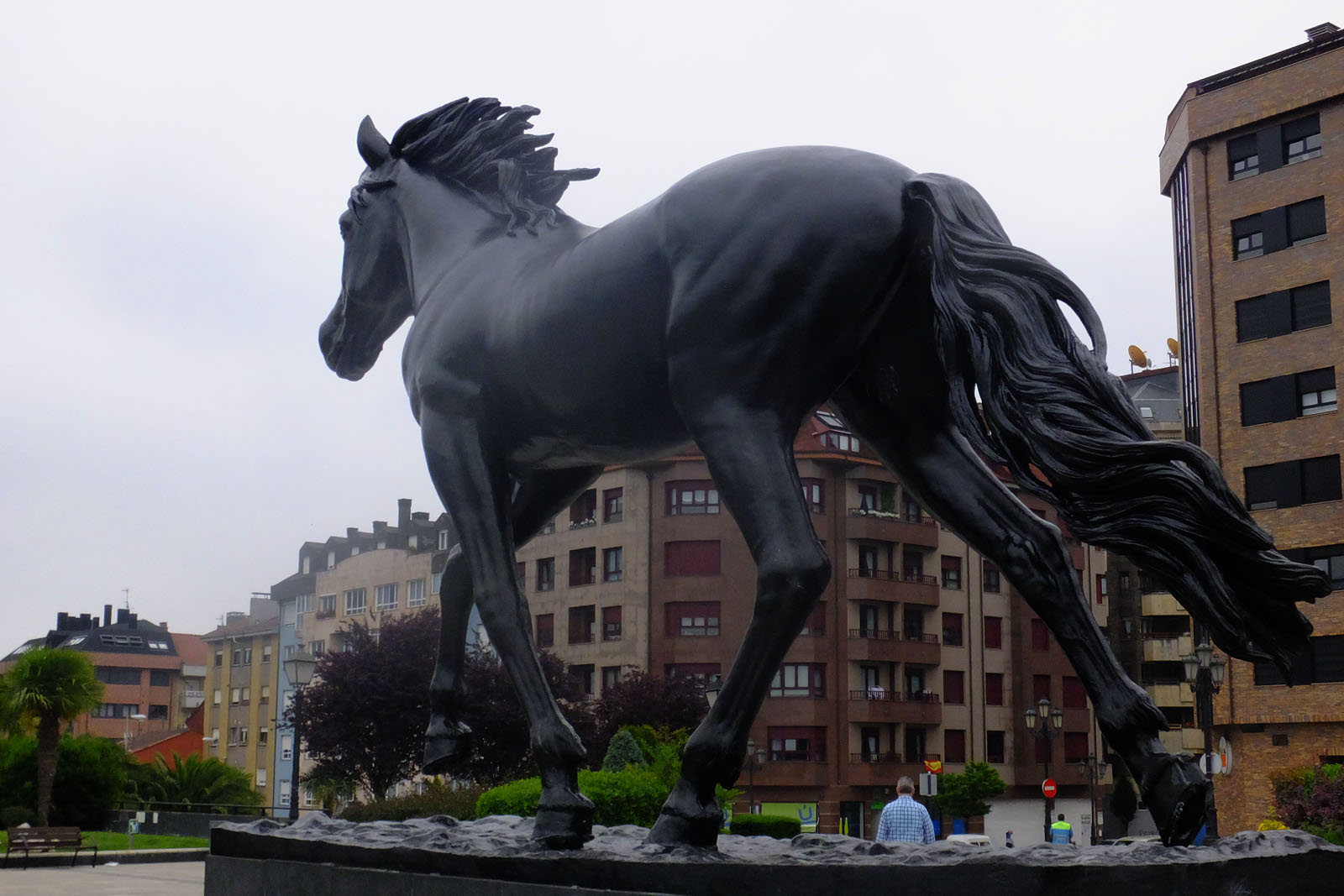
Asturcón, en Oviedo.

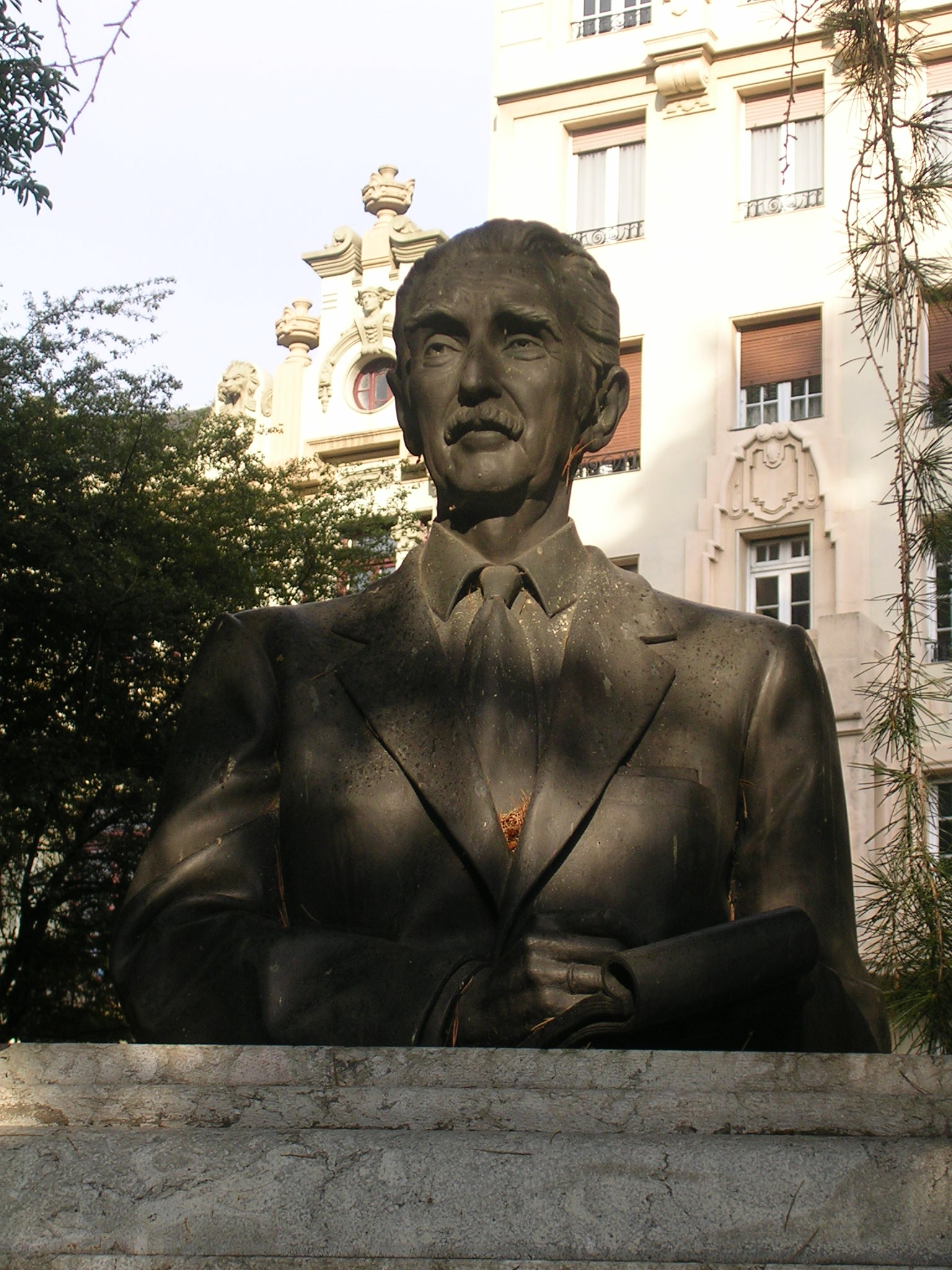
Busto de Alfonso Iglesias López de Vívigo, en Oviedo.

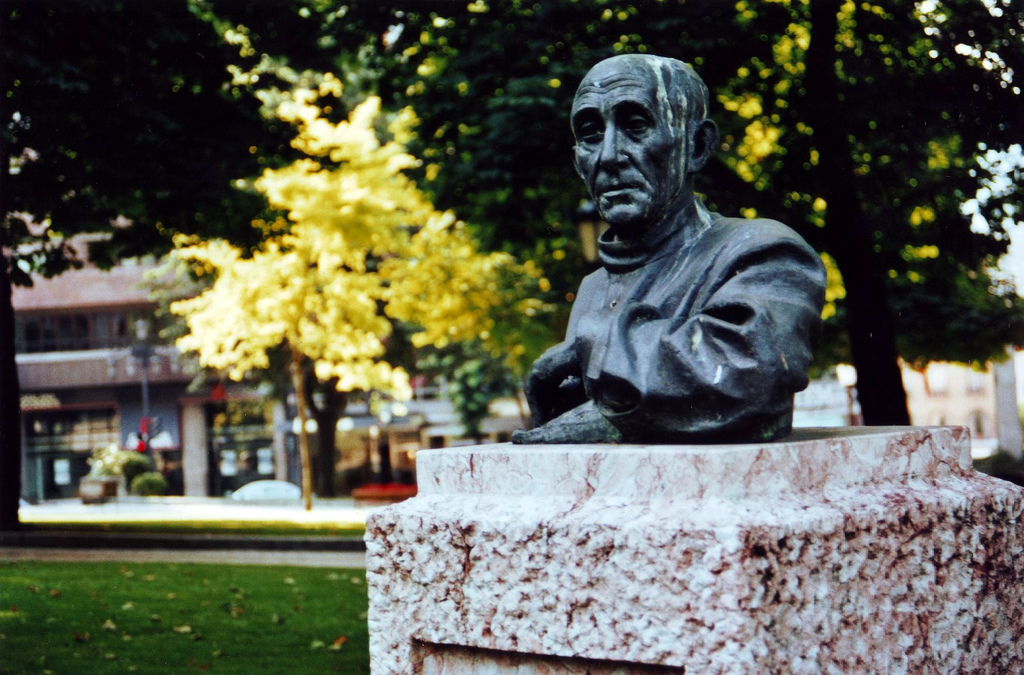
Monumento a Paulino Vicente, en Oviedo.

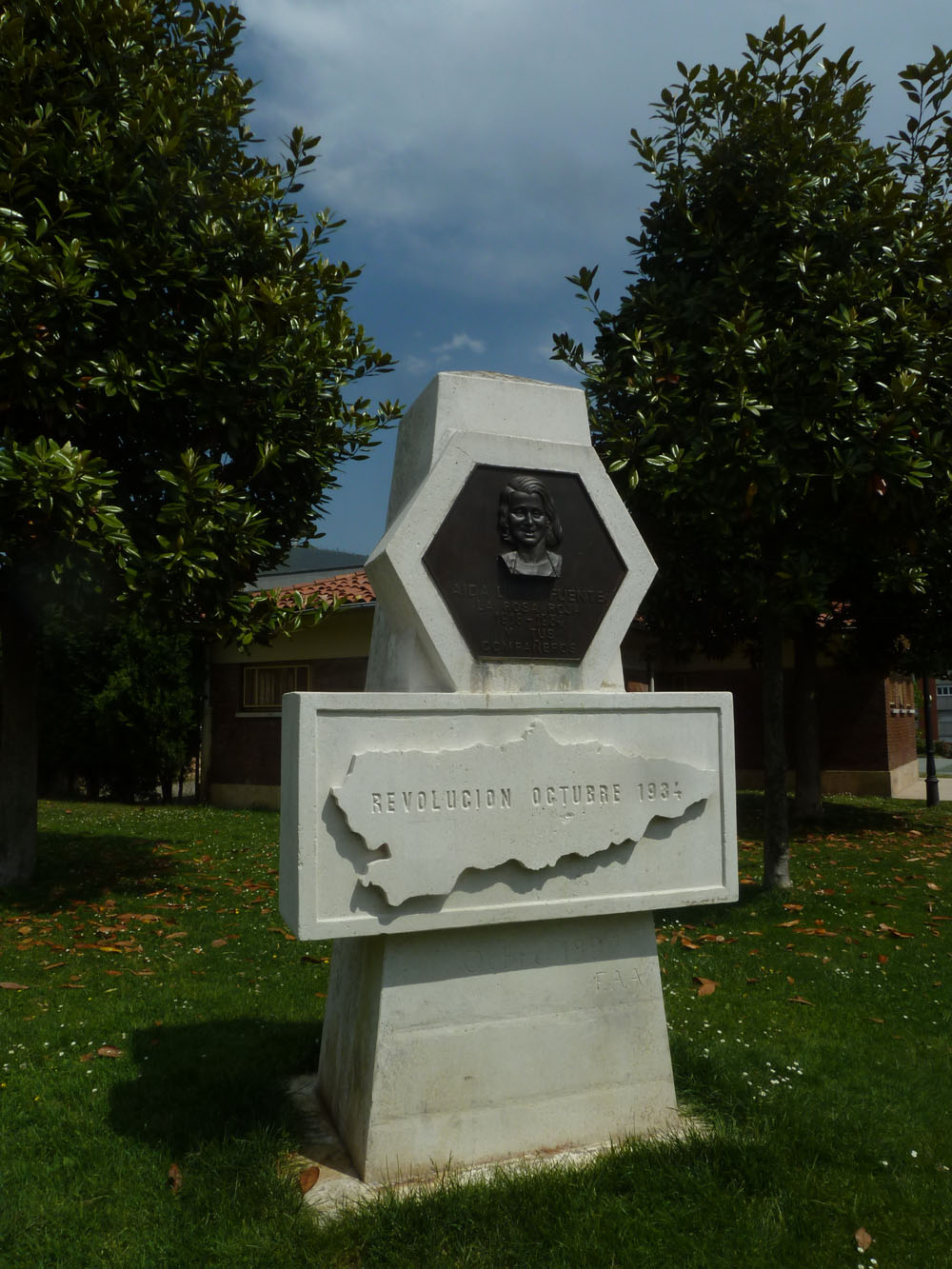
Monumento a Aída de la Fuente, en Oviedo.

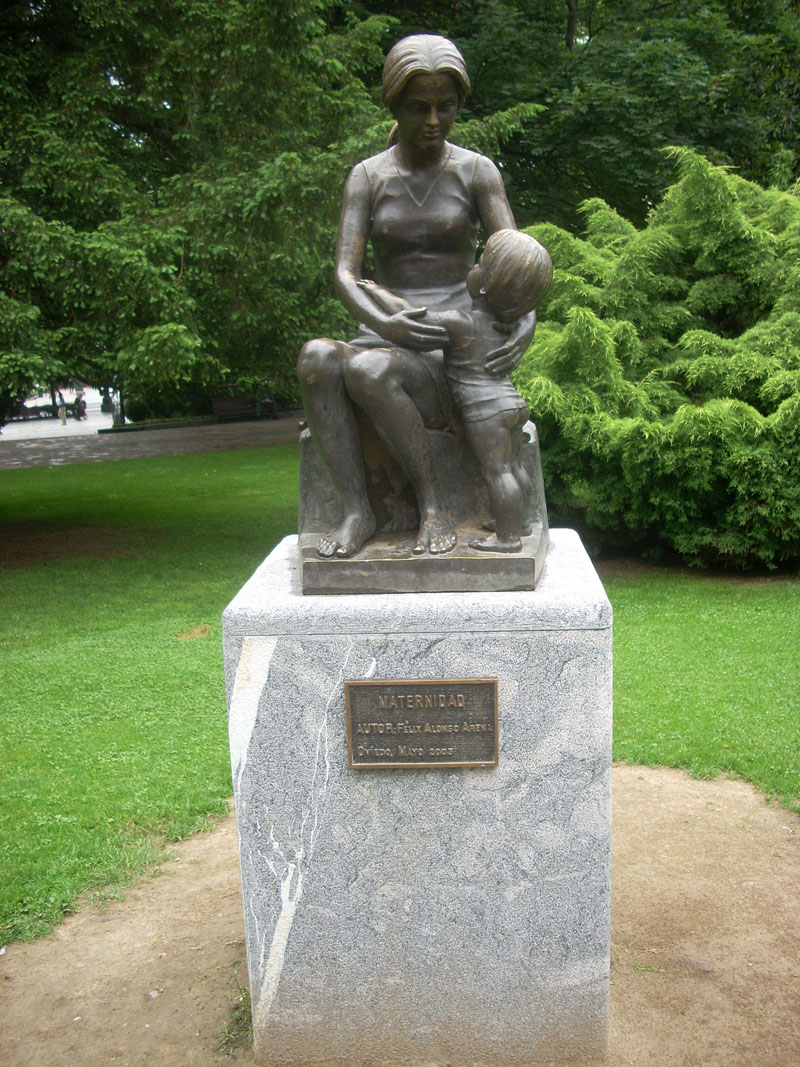
Maternidad, en Oviedo.

Sus trabajos de escultura han tenido mayor proyección por ser encargos para instituciones públicas que decoran jardines, parques y plazas del entorno urbano.

### Obras públicas
- Busto del pintor "Gabino Gaona", 1956, Museo Ibáñez de Melilla.
- Monumento a "don Pelayo", 1971, estatua en piedra, Cangas de Onís, Asturias.
- Monumento a Fleming, 1972, Vallín, Limanes, Oviedo.
- Monumento a San Francisco de Asís, 1977. Oviedo.
- Monumento a San Juan Bautista de la Salle, 1977, La Felguera, Asturias.
- Monumento con Busto, 1977, Tuilla, Asturias.
- Monumento a don Dimas, 1978, El Entrego, Asturias.
- Busto del pintor Marola, 1985, Parque de Isabel la Católica, Gijón.
- Busto de Alfonso Iglesias, 1986, Campo de San Francisco, Oviedo.
- Monumento al doctor Dimas Martínez, 1986, Parque de la Laguna, El Entrego, Asturias.
- Busto del pintor Paulino Vicente, 1988, Parque de San Francisco, Oviedo.
- Monumento a Aída de la Fuente, 1997, Parque de San Pedro de los Arcos, Oviedo.
- Grupo escultórico Homenaje al Folklore Asturiano y a Juanín de Mieres, 1999, La Corredoria, Oviedo.
- "Aprendices de la Fábrica de Trubia", esculpido en 2001, Plaza del General Ordóñez, Trubia, Asturias.
- Monumento a "La Descarga", 2002, Cangas de Narcea, Asturias.
- Asturcón, 2003, Parque Dolores Medio, Oviedo.
- Maternidad, 2003, Campo de San Francisco, Oviedo.

#### Obras privadas
- "Retrato de Lucía",
- "Retrato de mi madre",
- "Autorretrato",
- "Niña bordando",
- "Niña en la arena",
- "Bodegón azul",
- "Maternidad",
- "Puerto deportivo de Gijón",
- "Instrumentos musicales",
- "Calabazas",
- "San Juan y san Pablo de Venecia"
- Busto del pintor y escultor Antonio López, 1094, para el artista.

### Esculturas religiosa
- Imagen de San Fernando, 1956, iglesia castrense de Melilla.
- Virgen de Covadonga, 1958, Centro Asturiano de La Habana, Cuba.
- Santa Lucía, 1959, para la Clínica de los Dres. Fernández-Vega.
- Cristo, 1961, Instituto de Estudios Asturianos, Oviedo.
- Virgen de Covadonga, 1975, basílica de Covadonga, Asturias.
- Cristo con Cruz, 1979, iglesia de Sevares, Piloña, Asturias.
- Virgen de Covadonga, 1982, Centro Asturiano de Puerto Rico.
- Imagen de San Pedro Apóstol, iglesia de San Pedro, Sevares, Piloña, Asturias. Talla en madera.
- Monumento a Santa Teresa de Journet, 2014, patrona de la Ancianidad para la Residencia de Ancianos Nuestra Señora de Covadonga, Pola de Siero, Asturias.

### Obras en museos y otras instituciones
- Monumento en bronce para la Central Lechera Asturiana, busto de su Presidente don Jesús Sainz de Miera, recientemente fallecido, 1976.
- Monumento a don José Fernández Buelta, 1990, catedral de Oviedo.
- Monumento a Carmen y Severo Ochoa, bustos, 1991, Hospital de Cangas de Narcea, Asturias.
- Busto de Grande Covián, 1998, Hospital de Arriondas, Asturias.

### Restauraciones
- Restauración del Escudo y Corona, 1990, en la Capilla del Rey Casto, fachada de la catedral de Oviedo.

### Premios y distinciones
- Primer Premio de Dibujo "Carmen del Río" 1952, de Madrid.
- Primer Premio de Escultura "Álvarez Pereira", Madrid.
- Primer Premio de Escultura "Madrigal", Madrid.
- Primer Premio de Escultura Ciudad de Melilla 1956 (por el busto del pintor Gabino Gaona).
- Premio Asturcón 2015.[2]

## Críticas representativas
"El realismo sobrio y fiel al detalle -sin perder la fuerte impresión que suscita el conjunto de la figura- de Alonso Arena, le ha convertido en el escultor idóneo para los monumentos figurativos. En ellos aplica una técnica perfecta -producto de una completa formación en las Escuelas de San Fernando de Madrid, donde fue condiscípulo de Antonio López, y de Santa Isabel de Hungría de Sevilla, viajando a continuación a Italia- y restituye también una impresión de proximidad a la figura representada".
JAVIER BARÓN (V Bienal Nacional de Arte "Ciudad de Oviedo") 
"Conozco al artista asturiano Félix Alonso Arena, desde su primera manifestación ante un tribunal de oposiciones. Triunfó como escultor. Ahora nos descubre que es un pluri-artista: irrumpe, brillantemente, en el campo de la pintura".
No pretendo hacer crítica erudita, reservada a otras plumas, si intuyo que triunfará también en esta ahora aflorada faceta como pintor. Su arte es realista y, aunque parezca contradictorio, expresivo e impresionista. Arte limpio, sin barullos, decorativo, luminoso, tanto en paisajes urbanos como en bodegones. En sus captaciones humanas late una vivificante impresión".
JOSÉ FERNÁNDEZ BUELTA (A.C. de la Real B.A. de número del IDEA) 
"...por noviembre, apareció por el Museo de Reproducciones un chico algo mayor que yo -casi todos lo eran- también a preparar el ingreso y enseguida destacó entre los demás como un gran dibujante, de los más excepcionales que he conocido. Félix Alonso Arena, asturiano de Villamayor, era un trabajador entusiasta e incansable; muchas mañanas esperábamos hasta que el Museo abría, a las nueve. Sumamente cordial, con acento y giros muy asturianos, fue mi primer amigo en Madrid, en la nueva vida que comenzaba".
ANTONIO LÓPEZ (del libro Casimiro Baragaña- CAMCO). 
- Datos: Q17379631